# Mäntysaari (ö i Norra Karelen, Pielisen Karjala, lat 63,06, long 30,09)
Mäntysaari är en ö i Finland. Den ligger i sjön Kelvänjärvi och i kommunen Lieksa i den ekonomiska regionen  Pielinen-Karelen  och landskapet Norra Karelen, i den sydöstra delen av landet, 400 km nordost om huvudstaden Helsingfors. Öns area är 0,8 hektar och dess största längd är 180 meter i sydöst-nordvästlig riktning.